# تمزق كرة العين
تمزق كرة العين (Globe rupture)هو إصابة كاملة للجزء الخارجي من العين.  قد تشمل الأعراض آلام العين و فقدان الرؤية.  إضافة إلى ذلك، قد تشمل الإصابات المصاحبة نزيف الجسم الزجاجي، أو الانتفاخ الدموي ، أو انفصال الشبكية.  مما قد يؤدي إلى التهاب باطن العين ، أو العمى الدائم، أو التهاب العين الودي. 
يحدث هذا غالبًا بسبب إصابة حادة أو غير حادة في العين  نتيجة لشظايا معدنية، أو مقص، أو اعتداء، أو سقوط، أو اصطدام سيارة.  كما و تشمل الأسباب الأخرى الحروق الكيميائية أبضا.  يتم التشخيص عن طريق فحص العين وقد يتم دعمه عن طريق التصوير المقطعي المحوسب. 
يتضمن العلاج الحماية باستخدام واقي العين، و إدارة الألم، و مداومة المضادات الحيوية .  و يتبع ذلك إجراء عملية جراحية.  التي تكون نتائجها الأفضل مرتبطة بعوامل منها الرؤية الأولية الجيدة و حجم الجرح الصغير. 
يتأثر بهذا المرض حوالي 3 من كل 100 ألف شخص في الولايات المتحدة.  فيُصاب الذكور بهذا المرض أكثر من الإناث.  و بالنسبة للذكور يحدث أكثر للأشخاص الذين تقل أعمارهم عن 40 عامًا. 